# Кашина (Верона)
Кашина је насеље у Италији у округу Верона, региону Венето.
Према процени из 2011. у насељу је живело 11 становника. Насеље се налази на надморској висини од 112 м.